# Lushoto
Lushoto ist eine Stadt im Nordosten Tansanias. Sie ist Hauptstadt des gleichnamigen Distriktes in der Region Tanga.

## Geographie
Lushoto liegt 1378 Meter über dem Meer im Westen der Usambara-Berge, welche auch Namensgeber der Usambara-Veilchen sind. Bei der Volkszählung im Jahr 2012 hatte die Stadt rund 28.000 Einwohner.
Das Klima in der Stadt ist warm und gemäßigt, Cfb nach der effektiven Klimaklassifikation. Im Jahresdurchschnitt regnet es über 1000 Millimeter. Die Niederschläge sind auf das ganze Jahr verteilt mit einer Spitze in den Monaten März bis Mai. Die Durchschnittstemperatur liegt bei 17,3 Grad Celsius. Der wärmste Monat ist der Februar mit Temperaturen von knapp über 20 Grad, am kühlsten ist es im Juli mit einem Tagesmittelwert von 14,5 Grad Celsius.

## Geschichte
Lushoto wurde während der deutschen Kolonialzeit 1898 als Wilhelmstal gegründet. Um das Jahr 1900 wurde der Ort Sitz eines kaiserlichen Bezirksamtes und hatte etwa 200 Einwohner. Es entstanden ein Forstamt mit Musterplantage, ein Vermessungsbüro, zwei Gasthäuser sowie eine Post- und Telegraphenagentur. Mehrere Firmen siedelten sich an, 1912 hatten 13 Plantagen hier Niederlassungen. Im Ort war eine Polizeitruppe mit 64 Mann stationiert. Eine Landstraße verband Wilhelmstal mit einer Haltestelle der Usambarabahn.
Eine Eisenbahnanbindung von Mombo gelangte wegen des Ersten Weltkrieges nicht mehr zur Ausführung.

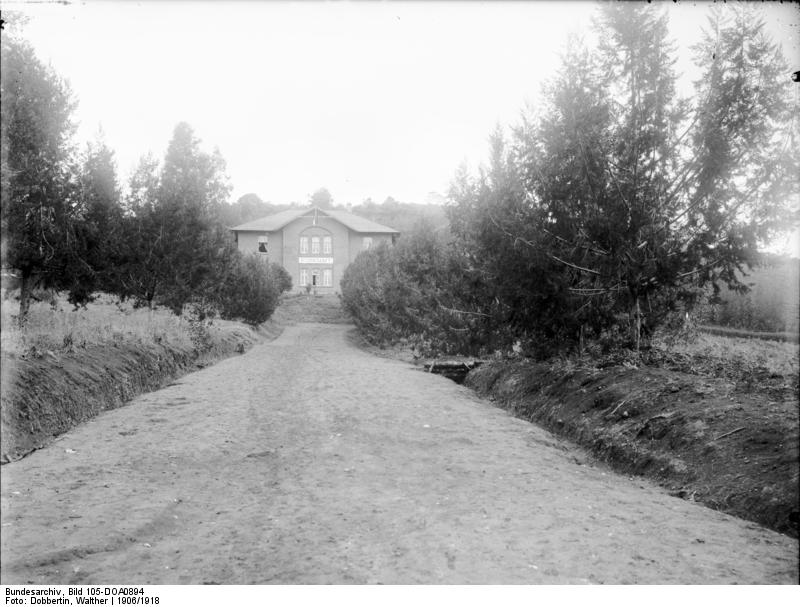
Bezirksamt
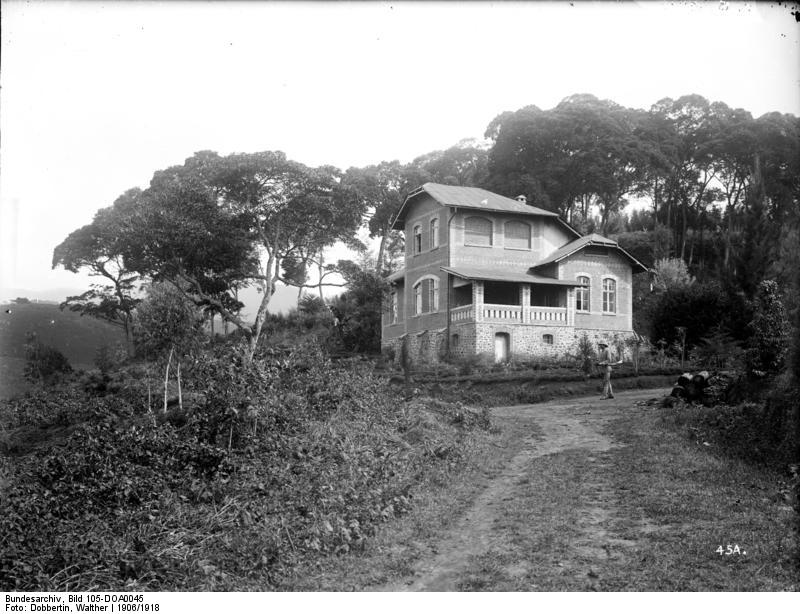
Forstverwaltung
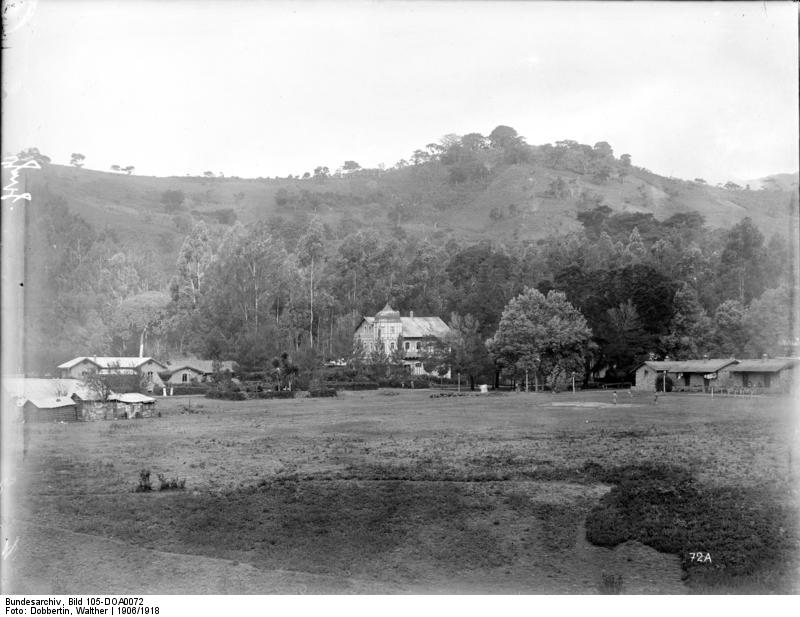
Gasthof
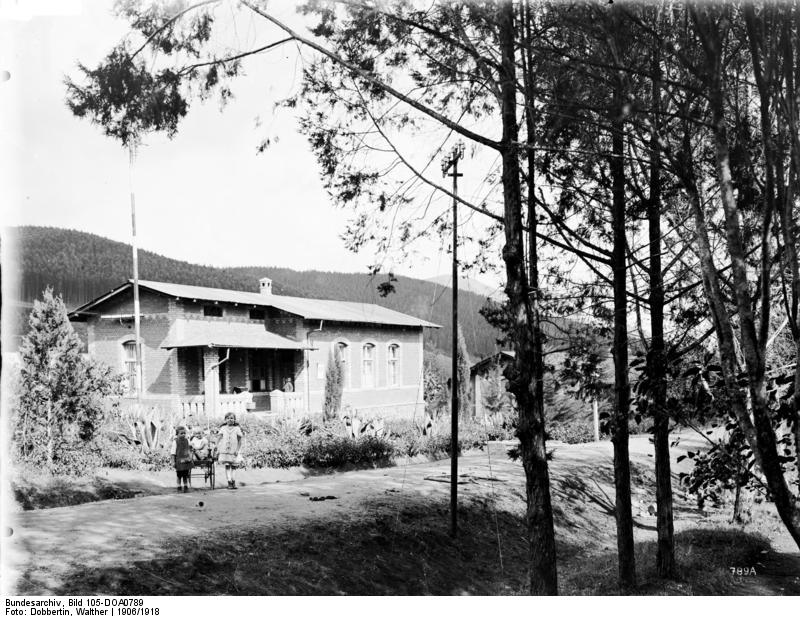
Postamt

## Söhne und Töchter
- Rachel Luttrell (* 1971), kanadische Schauspielerin
- Titus Joseph Mdoe (* 1961), Bischof von Mtwara